# 小杉玄適
小杉 玄適（こすぎ げんてき、1730年（享保15年）- 1791年2月9日（寛政3年1月7日））は、江戸時代中期の医師である。字は敬見、名は在寛。本姓は佐治。

## 経歴・人物
佐治隆建の次男として若狭に生まれる。後に小浜藩主だった酒井忠用の侍医だった小統の養子となり、小杉に改姓した。1746年（延享3年）に上洛し、1753年（宝暦3年）には山脇東洋の門下となる。
後に同門の原松庵、伊藤友信らと共に東洋の師事のもと、日本で初となる公許による死体の人体解剖を実現させた事で名を馳せた。後にこの人体解剖は東洋が執筆した『蔵志』として刊行されたり、杉田玄白に人体解剖の実行に影響を与える等日本の医学の近代化に貢献した。後に内科医や産婦人科医としても活動した。